# Ernst Petzoldt
Friedrich Ernst Petzoldt (* 15. Dezember 1831 in Hohenstein; † 2. September 1894 in Dresden) war ein deutscher Jurist, Geheimer Rat, Ministerial- und Abteilungsdirektor im Sächsischen Ministerium für Kultus und öffentlichen Unterricht. Hier vertrat er für nahezu zwanzig Jahre die Technische Hochschule Dresden als Referent.

## Leben
Petzoldt wurde in der Stadt Hohenstein geboren. Nach dem Schulbesuch studierte er Rechtswissenschaften und promovierte zum Dr. jur.
Bei einer Nachwahl im Jahr 1873 unterlag er als liberaler Kandidat im Reichstagswahlkreis Königreich Sachsen 17 dem Sozialdemokraten August Bebel.
Vom 1. Mai 1877 bis zu seinem Tod war er Ministerialdirektor im Kultusministerium in Dresden. In dieser Eigenschaft wurde er zum Geheimen Rat ernannt. Zudem war er Mitglied der Königlichen Disziplinarkammer und seit 1893 Domherr des Stifts Wurzen. 1886 erhielt er die Ehrendoktorwürde der Universität Leipzig.
Er starb im 62. Lebensjahr in Dresden und wurde am 5. September 1894 auf dem Johannisfriedhof in Tolkewitz in Anwesenheit des Rektors und des Professorenkollegiums der Technischen Hochschule Dresden beerdigt. Zuletzt hatte Friedrich Ernst Petzoldt in der Dresdner Südvorstadt in der Ostbahnstraße 8 gewohnt.